# Appling
Appling är huvudort i Columbia County i Georgia. Invånarantalet uppskattades år 2007 till 8 141. År 1816 fick Appling status som by (village) men orten blev ett kommunfritt område år 1995. Appling är fortfarande de jure countyhuvudort trots att det mesta av countyts förvaltning flyttades till Evans redan på 1980-talet. Även domstolen fungerar i första hand sedan 2001 i ett nybygge i Evans men samlas i den gamla domstolsbyggnaden i Appling ibland för att upprätthålla ortens nominella status som huvudort.